# Nemanja Maksimović
Nemanja Maksimović (Banja Koviljača, 1995. január 25. –) szerb válogatott labdarúgó, a görög Panathinaikósz játékosa.

## Pályafutása

### A szerb válogatottban
2013-ban az U-19-es Európa-bajnokságon, és 2015-ben az U-20-as világbajnokságon az aranyérmes csapat tagja volt. Győztes gólt szerzett a Brazília elleni döntőben. A középpályás 2016. március 23-án debütált a szerb válogatottban.
Katarban a 2022-es labdarúgó-világbajnokságon mind a három csoportmérkőzésen pályára lépett.

## Statisztika

### A válogatottban
2022. december 2-i állapotnak megfelelően.
| Válogatott | Év       | Mérkőzés | Gólok |
| ---------- | -------- | -------- | ----- |
| Szerbia    | 2016     | 3        | 0     |
| Szerbia    | 2017     | 1        | 0     |
| Szerbia    | 2018     | 7        | 0     |
| Szerbia    | 2019     | 8        | 0     |
| Szerbia    | 2020     | 7        | 0     |
| Szerbia    | 2021     | 11       | 0     |
| Szerbia    | 2022     | 6        | 0     |
| Összesen   | Összesen | 43       | 0     |

## Sikerei, díjai

### Klubcsapatokkal
Asztana FK
- Kazak bajnok: 2015, 2016
- Kazak szuperkupa: 2015
- Kazak kupa: 2016

### A válogatottal
Szerbia U19
- U19-es labdarúgó-Európa-bajnokság: 2013

 Szerbia U20
- U20-as labdarúgó-világbajnokság: 2015